# Неденка (приток Маяты)
Неденка — река в России, протекает по Крестецкому и Парфинскому районам Новгородской области. Устье реки находится в 1 км по правому берегу реки Маята. Длина реки составляет 16 км. Почти на всём протяжении река имеет непостоянную береговую линию.
На реке стоит деревня Гверстянка Зайцевского сельского поселения.

## Данные водного реестра
По данным государственного водного реестра России относится к Балтийскому бассейновому округу, водохозяйственный участок реки — Бассейн оз. Ильмень без рр. Мста, Ловать, Пола и Шелонь, речной подбассейн реки — Волхов. Относится к речному бассейну реки Нева (включая бассейны рек Онежского и Ладожского озера).
Код объекта в государственном водном реестре — 01040200512102000021791.